# Podravski Hrvati (Mađarska)
Podravski Hrvati (mađ. Dráva menti horvátok) su jedna od skupina Hrvata u Mađarskoj.

## Povijest
Postoje teze da je ova skupina Hrvata, kao i još neke hrvatske zajednice u mađarskoj Podravini, Zadravini, Međimurju, izvorna zajednica na tom prostoru.
Kod ovih je Hrvata nacionalna svijest bila najjača, uz mađarske Hrvate u Pomurju i Gradišću: sebe nikad nisu nazivali nekim subetničkim nazivom nego izričito "Orvatima, Horvatima"

## Zemljopisna rasprostranjenost
Kao što i sam naziv govori, žive uz rijeku Dravu, u Podravini i Zadravini, s druge strane granice između Republike Hrvatske i Mađarske, u jugozapadnoj Mađarskoj.
Hrvati koji su zapadnije od njih su pomurski Hrvati, a njihova se zajednica nastavlja na njih.
Žive u selima Brežnici, Bobovcu, Barasu, Izvaru, Lukovišču, Novom Selu, Brlobašu, Križevcima, Martincima, Potonji, Starinu, Drvljancima/Dravljancima.

## Narječja
Njihovim narječjima su se u svojim radovima bavili hrvatska akademistica Sanja Vulić, Ivan Brabec, Ernest Barić, Antun Šojat, Mijo Lončarić. Narodnu baštinu podravskih Hrvata je zapisivao Đuro Franković (Krikus-krakus).
Govori podravskih Hrvata pripadaju dvama hrvatskim narječjima: kajkavskom i štokavskom narječju.

### Kajkavci
Jedan dio podravskih Hrvata govori kajkavskim narječjem hrvatskog jezika i to križevačko-podravskim dijalektom te u tom svojstvu predstavljaju kontinuitet Hrvata s druge strane granice.
Ova se dijeli na dvije podskupine. 
Naselja u kojima žive pripadnici prve podskupine kajkavskih podravskih Hrvati se nalaze u selima sjeverno od Pitomače u R. Hrvatskoj:

Arač, Belovar/Belvar, Brežnica, Bobovec, Dvorišče, Aromec, Izvar, Taranj i Rasinja. Ova sela su gotove već posve mađarizirana. Danas samo pojedini starci iz tih sela znaju i govore hrvatski.
Naselja u kojima žive pripadnici prve podskupine kajkavskih podravskih Hrvati se nalaze u selima sjeverno od Virovitice i Slatine u R. Hrvatskoj i istočno od Barče u Mađarskoj:

Bojevo, Križevci, Lukovišče i Novo Selo (mađ. Tótújfalu). 
Lukoviški Hrvati govore narječjem u kojem se osjeća utjecaj obližnjih podravskih štokavaca, a selo Brlobaš karakterizira vrlo isprožeti, zapravo mješoviti kajkavsko-štokavski govor s kajkavskom osnovicom.

### Štokavci
Štokavskom narječju hrvatskog jezika pripadaju ostala sela: Dravljanci, Martince, Potonja i Starin. Pripadaju slavonskom dijalektu.
Veliku zaslugu za to što je ova skupina Hrvata ostala dugo vremena neasimilirana je u tome što su tamošnji Mađari prešli na kalvinstvo, dok su Hrvati ostali rimokatolicima, a uz to je još dio njih bio i pod nadležnošću Zagrebačke biskupije.
Raspadom Austro-Ugarske granica je prošla kroz područje gdje žive podravski Hrvati. Oni koji su ostali u Mađarskoj je zahvatio snažni val mađarizacije, a nakon Drugog svjetskog rata je komunikacija bila vrlo otežana, što je dodatno pridonijelo znatnom smanjenju hrvatske zajednice. Za razliku od kajkavskih podravskih Hrvata, štokavski Hrvati su se nešto bolje oduprli asimilaciji, posebice u Martincima. Iz tog sela dolaze poznatija imena hrvatskog pjesništva u Mađarskoj: Josip Gujaš Džuretin i Đuso Šimara Pužarov, a od znanstvenika jezikoslovac Ernest Barić, koji se u svom znanstvenom radu bavio štokavskim govorima svoje matične zajednice.

## Asimilacija
Sva naselja nije mađarizacija pogodila na isti način. Primjerice, Bajča je skoro u potpunosti pomađarena, dok su visoku hrvatsku svijest zadržali Serdahel i Kerestur.

## Vanjske poveznice
- (mađ.) Nemzeti és etnikai kisebbségek Magyarországon Dinko Šokčević: Dráva menti horvátok